# The Devil's Party
Pour plus de détails, voir Fiche technique et Distribution.
The Devil's Party est un film américain réalisé par Ray McCarey, sorti en 1938.

## Fiche technique
- Réalisation : Ray McCarey
- Scénario : Roy Chanslor, d'après le roman Hells' Kitchen Has a Pantry de Borden Chase
- Production : Universal Pictures
- Producteur : Edmund Grainger
- Image : Milton R. Krasner
- Montage : Philip Cahn
- Durée : 65 minutes
- Date de sortie : 2 juin 1938

## Distribution
- Victor McLaglen : Marty Malone
- William Gargan : Mike O'Mara
- Paul Kelly : Jerry Donovan
- Beatrice Roberts : Helen McCoy
- Frank Jenks : Sam
- John Gallaudet : Joe O'Mara
- Samuel S. Hinds : Juge Harrison
- Joe Downing : Frank Diamond
- Arthur Hoyt : Webster